# Massimiliano Blardone
Massimiliano Blardone (Domodossola, 26 november 1979) is een Italiaanse voormalig alpineskiër. Hij vertegenwoordigde zijn vaderland op de Olympische Winterspelen 2002 in Salt Lake City, Verenigde Staten, op de Olympische Winterspelen 2006 in Turijn, Italië en op de Olympische Winterspelen 2010 in Vancouver.

## Carrière
Blardone scoorde bij zijn wereldbekerdebuut in oktober 2009 in het Oostenrijkse Sölden direct wereldbekerpunten. Twee maanden na zijn debuut eindigde de Italiaan in Val d'Isère, Frankrijk voor de eerste maal in de toptien. Op de wereldkampioenschappen alpineskiën 2001 in Sankt Anton eindigde Blardone als vijfde op de reuzenslalom, op de slalom wist hij niet te finishen. Tijdens de Olympische Winterspelen van 2002 in Salt Lake City eindigde de Italiaan als achtste op de reuzenslalom. In het Zwitserse Sankt Moritz nam Blardone deel aan de wereldkampioenschappen alpineskiën 2003, op dit toernooi wist hij niet finishen op de reuzenslalom. In januari 2004 stond de Italiaan in Flachau voor het eerst in zijn carrière op het podium tijdens een wereldbekerwedstrijd, een jaar later boekte hij in Adelboden zijn eerste wereldbekerzege. Op de wereldkampioenschappen alpineskiën 2005 in Bormio eindigde Blardone als twintigste op de reuzenslalom en zevenentwintigste op de slalom. Tijdens de Olympische Winterspelen van 2006 in Turijn eindigde de Italiaan als elfde op de reuzenslalom en als negenentwintigste op de super-g. In het Zweedse Åre nam Blardone deel aan de wereldkampioenschappen alpineskiën 2007, op dit toernooi eindigde hij als zestiende op de super-g en wist hij op de reuzenslalom niet te finishen. Op de wereldkampioenschappen alpineskiën 2009 in Val d'Isère eindigde de Italiaan als vijfde op de reuzenslalom.

## Resultaten

### Olympische Spelen
| Jaar | Plaats         | Resultaten                   |
| ---- | -------------- | ---------------------------- |
| 2002 | Salt Lake City | 8e Reuzenslalom              |
| 2006 | Sestriere      | 11e Reuzenslalom 29e Super-G |
| 2010 | Vancouver      | 11e Reuzenslalom             |

### Wereldkampioenschappen
| Jaar | Plaats       | Resultaten                   |
| ---- | ------------ | ---------------------------- |
| 2001 | Sankt Anton  | 5e Reuzenslalom DNF Slalom   |
| 2003 | Sankt Moritz | DNF Reuzenslalom             |
| 2005 | Bormio       | 20e Reuzenslalom 27e Slalom  |
| 2007 | Åre          | 16e Super-G DNF Reuzenslalom |
| 2009 | Val-d'Isère  | 5e Reuzenslalom              |
| 2011 | Garmisch-P.  | 30e Reuzenslalom             |
| 2013 | Schladming   | 11e Reuzenslalom             |

### Wereldbeker

#### Eindklasseringen
| Seizoen   | Algm | SL  | RS     | SG  | SC  |
| --------- | ---- | --- | ------ | --- | --- |
| 2000/2001 | 40e  | 54e | 9e     | -   | -   |
| 2001/2002 | 44e  | -   | 12e    | -   | -   |
| 2002/2003 | 36e  | -   | 5e     | -   | -   |
| 2003/2004 | 35e  | -   | Brons  | -   | -   |
| 2004/2005 | 23e  | -   | 5e     | -   | -   |
| 2005/2006 | 17e  | -   | Zilver | -   | -   |
| 2006/2007 | 20e  | -   | Zilver | 44e | 49e |
| 2007/2008 | 35e  | -   | 6e     | -   | -   |
| 2008/2009 | 28e  | -   | 4e     | -   | -   |
| 2009/2010 | 23e  | -   | 5e     | -   | -   |
| 2010/2011 | 54e  | -   | 8e     | -   | -   |
| 2011/2012 | 26e  | -   | Brons  | -   | -   |
| 2012/2013 | 46e  | -   | 13e    | -   | -   |
| 2013/2014 | 83e  | -   | 27e    | -   | -   |
| 2014/2015 | 107e | -   | 27e    | -   | -   |
| 2015/2016 | 58e  | -   | 16e    | -   | -   |

#### Wereldbekerzeges
| Datum            | Plaats             | Onderdeel    |
| ---------------- | ------------------ | ------------ |
| 11 januari 2005  | Adelboden          | Reuzenslalom |
| 18 december 2005 | Alta Badia         | Reuzenslalom |
| 2 december 2006  | Beaver Creek       | Reuzenslalom |
| 8 december 2007  | Bad Kleinkirchheim | Reuzenslalom |
| 20 december 2009 | Alta Badia         | Reuzenslalom |
| 18 december 2011 | Alta Badia         | Reuzenslalom |
| 26 februari 2012 | Crans-Montana      | Reuzenslalom |